# 丝叶嵩草
丝叶嵩草（学名：Carex macroprophylla）又名祁连嵩草，为莎草科薹草属下的一个种。分布中国的内蒙古、河北、山西、甘肃及俄罗斯西伯利亚；生于山坡草地，海拔1700-2750米。